# Sveitarfélagið Vogar
Sveitarfélagið Vogar is een gemeente in het zuidwesten van IJsland op het schiereiland Reykjanes in de regio Suðurnes. De grootste plaats in de gemeente is Vogar. Tot 10 januari 2006 stond de gemeente bekend onder de naam Vatnsleysustrandarhreppur.
Reykjanesbær · Grindavíkurbær · Sandgerðisbær · Sveitarfélagið Garður · Sveitarfélagið Vogar